# Nicolas Defer de la Nouere
Pour les articles homonymes, voir Defer (homonymie) et Nouère (homonymie).
Nicolas Defer de la Nouere (1740-1794) était un ingénieur hydrographe et économiste français de la fin du XVIIIe siècle.

## Biographie
Ancien capitaine d'artillerie dans les colonies, ingénieur des ponts et chaussées et membre de l'académie de Science, il tenta d'établir un système général de circulation "par terre et par eau" dans toute la France.
Il publia en 1782 et 1783 plusieurs mémoires sur la question d'amener de l'eau potable à Paris et proposa un projet de canal dans le Berry, puis un projet pour l'enfouissement de l'Yvette à Paris, ce qui l'amène à créer en 1787 L'Entreprise de l'Yvette, concurrente de la Compagnie des Eaux de Paris. Son projet pour améliorer la navigation de la Seine dans la ville de Paris comprenait la construction d'une gare fluviale et de nouveaux ponts. En 1794, il est devenu propriétaire du vignoble Romanée-conti[réf. souhaitée], qui sera réquisitionné comme bien national.

## Écrits
- Mémoire sur la Navigation de la Seine, sur les Gares, et sur les travaux de Charité par Nicolas Defer de la Nouere, Paris, Didot le Jeune, 1790.